# Ческе-Будеёвице (аэропорт)
Ческе-Будеёвице (чеш. Letiště České Budějovice) — международный аэропорт чешского города Ческе-Будеёвице. Аэропорт принадлежит Южно-Чешскому краю и находится в управлении компании Jihočeské letiště České Budějovice a.s.
Аэропорт способен принимать самолёты типа «Боинг 737» и «Airbus A320».

## История
В 1932 году на территории деревни Плана было начато строительство аэродрома для нужд аэроклуба Ческе-Будеёвице и Чехословацких ВВС. Торжественное открытие состоялось 27 июня 1937 года. Во время нацистской оккупации аэродром служил резервной и тренировочной базой для Люфтваффе. Кроме того, самолёты Fieseler Fi 156 Storch и Focke-Wulf Fw 190 Würger собирались и ремонтировались на территории аэродрома. На территории аэродрома было около 2500 человек воздушного и наземного персонала, противоздушной обороны и истребители, которые были переброшены 14 апреля 1945 года к северу от Вены. После освобождения аэродром стал снова использоваться чехословацкой армией. С 22 сентября 1945 года здесь дислоцировалась 312-я чехословацкая истребительная эскадрилья Королевских ВВС, которая 28 октября 1945 года стала основой вновь созданной 2-й авиационной дивизии.
В 1948 году на аэродроме происходило обучение военных лётчиков для возникшего Государства Израиль. Среди них был и Эзер Вейцман, будущий президент страны.
В период с 1950 по 1952 год происходила модернизация аэродрома, после которой местный аэроклуб переместился на аэродром Госин (севернее от Ческе-Будеёвице). В период с 1952 по 31 декабря 1994 года на аэродроме действовал 1-й истребительный авиаполк «Зволенский». 
В день вторжения стран Варшавского договора чехословацкая армия предотвратила посадку советских самолётов на ВПП, после этого аэродром был занят советской армией с помощью танков. С середины 1990-х годов присутствие ВВС Чехии стало сокращаться и полностью свелось к минимуму к концу 2005 года.

### Современное состояние
В период с декабря 2008 по июнь 2015 года на территории аэродрома проводился первый этап реконструкции и модернизации аэродрома с целью преобразования в международный аэропорт. Этап включал в себя ремонт диспетчерской вышки, административного здания, инженерных сетей, ремонт взлётно-посадочной полосы, который включал усиление и придание шероховатости её поверхности, в том числе добавление новых авиационных знаков, которые также будут использоваться для навигации обычных коммерческих самолётов. Кроме того, были построены внутрикампусные дороги и пункт охраны.
Второй этап, начавшийся в 2017 году, включал в себя строительство терминала, расширение стоянки самолётов, других подъездных путей и стоянок для пассажиров, установку уличного освещения. Строительством терминала занималась компания Hochtief. 
В 2020 году город Ческе-Будеёвице продал свою долю в управляющей компании, и Южно-Чешский край стал единственным владельцем аэропорта. 